# لریدا (تولیما)
لریدا (انگلیسی: Lérida, Tolima) نام شهری در کشور کلمبیا است.